# Sephena nadira
Sephena nadira är en insektsart som beskrevs av Medler 2000. Sephena nadira ingår i släktet Sephena och familjen Flatidae. Inga underarter finns listade i Catalogue of Life.